# 145559 Didiermüller
145559 Didiermüller è un asteroide della fascia principale. Scoperto nel 2006, presenta un'orbita caratterizzata da un semiasse maggiore pari a 2,9933284 UA e da un'eccentricità di 0,1150416, inclinata di 11,12268° rispetto all'eclittica.